# Mas de Pilar de Gaspà
El Mas de Pilar de Gaspà és una masia d'Amposta inclosa a l'Inventari del Patrimoni Arquitectònic de Catalunya.

## Descripció
És un conjunt d'edificacions força senzilles, adossades formant un cos únic. Hi ha una part d'habitatge, uns magatzems i les antigues paridores o estable del ramat. El primer cos, l'habitatge, consta de dues parts diferenciades. La primera, possiblement més antiga, devia ser l'originària caseta de camp, comuna a la majoria de propietaris de la zona. Consta d'una planta amb un fumeral al sector d'habitatge i una menjadora en el del corral de l'animal, més una pallissa sobre el corral. Actualment conserva l'estructura, però està arreglat. La segona part és un cos de 4 m², de planta i un pis. A la planta hi ha una cuina i al pis una altra sala. Al davant es conserva un senzill porxo per a sostenir un emparrat, però estan en part perduts i molt deteriorats una sèrie de gerros d'inspiració modernista pintats de diferents colors i que s'utilitzaven com a torretes de plantes per ornamentar la barana.
Darrere aquest cos principal d'habitatge hi ha un cos allargat amb tres portes i tres senzilles finestres que antigament s'utilitzaven com a estança per als treballadors i actualment com a magatzem. Li donen l'espatlla les paridores, bastant grans, amb pilars de maó i maçoneria en els forjats, cobertes actualment amb uralita.

## Història
El pare dels actuals propietaris el va comprar el 1909, quan tot el conjunt estava ja edificat. Podria tenir uns 100-150 anys.